# مراد مزيان
مراد مزيان (مواليد 21 أبريل 1964 في وهران، الجزائر) هو لاعب كرة قدم جزائري دولي سابق كان يلعب في خط الهجوم.

## وصلات خارجية
- مراد مزيان على موقع الاتحاد الدولي (مؤرشف)  (الإنجليزية)